# DF-11

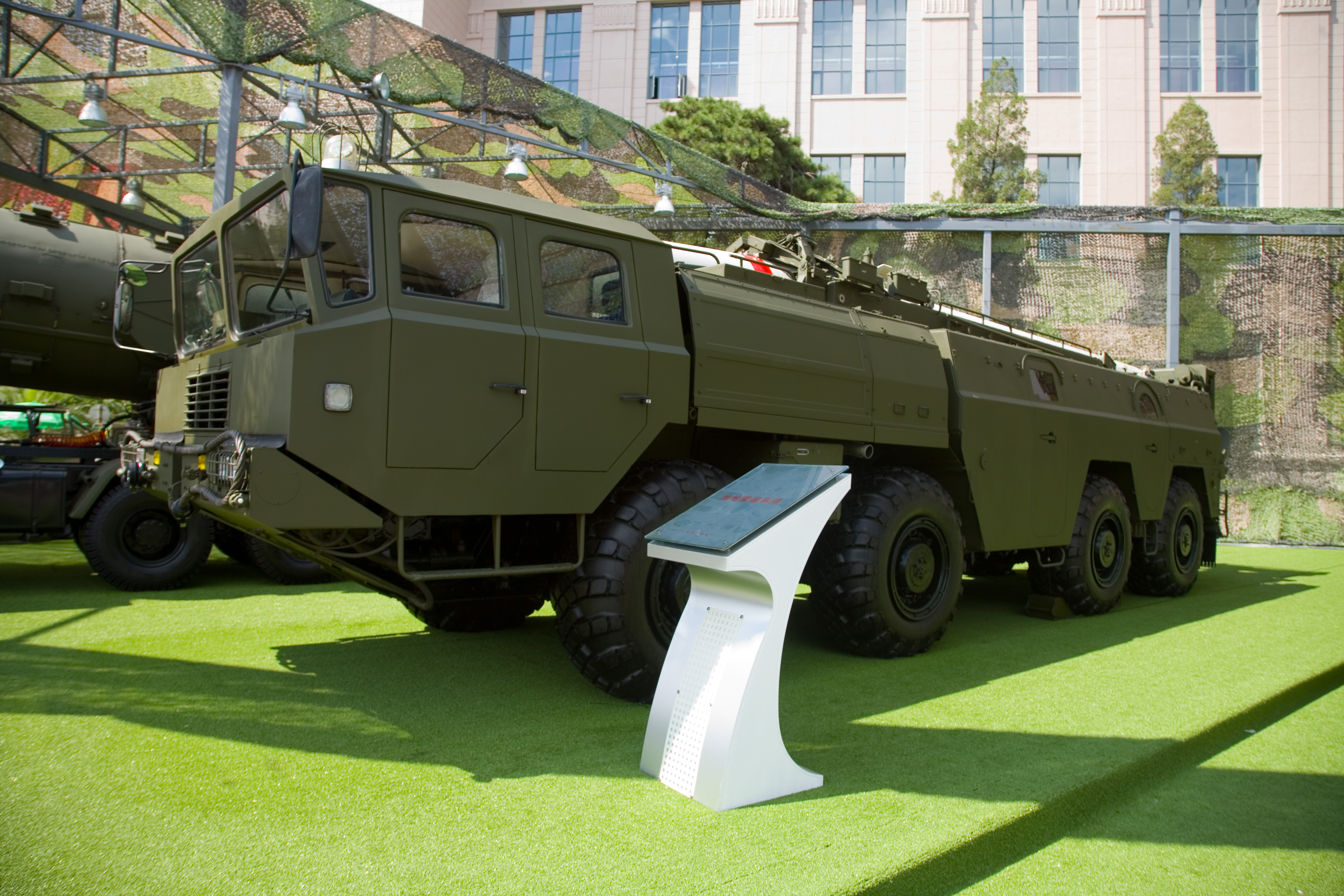
Veículo lançador transportador chinês DF-11 em exposição na exposição "Nossas tropas em direção ao céu" no Museu Militar de Pequim

O Dong-Feng 11 (também conhecido como M-11 e CSS 7) é um míssil balístico de curto alcance desenvolvido pela República popular da China.

## História
O DF-11 é um míssil balístico de curto alcance (SRBM) móvel desenvolvido por Wang Zhenhua na Corporação de Mísseis Sanjiang (também conhecida como Base 066) no final da década de 1970.

## Descrição
O DF-11 tem alcance de 300 km com um a carga útil de 800 kg. A versão DF-11A aumentou o alcance para >825 km. O alcance do M-11 não viola os limites estabelecidos pelo Regime de Controle de Tecnologia de Mísseis (MTCR). Ao contrário dos mísseis balísticos chineses anteriores, o DF-11 uso combustível sólido, o que reduz o tempo de lançamento e preparação (15-30 min). Mísseis que usam combustível líquido como a DF-5 necessitam de até 2 horas de preparação de pré-lançamento. Uma versão melhorada, DF-11B foi revelada. Estimativas sobre o número de DF-11s no serviço variam entre 500 e 600. O lançamento do veículo é feito pelo Veículo Especial Wanshan. Uma variante bunker buster com maior precisão, chamada de "DF-11AZT" também foi revelada.
| [ 7 ] [ 8 ] | DF-11                  | DF-11A                                                            | DF-11AZT          |
| ----------- | ---------------------- | ----------------------------------------------------------------- | ----------------- |
| Diâmetro    | 0,8 m (2,6 pé)         | 0,8 m (2,6 pé)                                                    | 0,8 m (2,6 pé)    |
| Comprimento | 7,5 m (25 pé)          | 8,5 m (28 pé)                                                     |                   |
| Peso        | 3 800 kg (8 400 lb)    | 4 200 kg (9 300 lb)                                               |                   |
| Carga       | 800 kg (1 800 lb)      | 500 kg (1 100 lb)                                                 | 800 kg (1 800 lb) |
| Gama        | 280−350 km (−217,3 mi) | 530−600 km (−372,5 mi) ou 700−825 km (−512,2 mi) (não Confirmado) | 600 km (370 mi)   |
| CEP         | 500–600 m              | 200 m (INS) 20–30 m (GPS)                                         | 50~100 m          |

## Exportações
A China exportou DF-11s para o Paquistão, entrando em serviço operacional como Hatf-3/Ghaznavi, que serviu como base para os mísseis Shaheen-1 e Shaheen-2.